# Chicago Pile-5

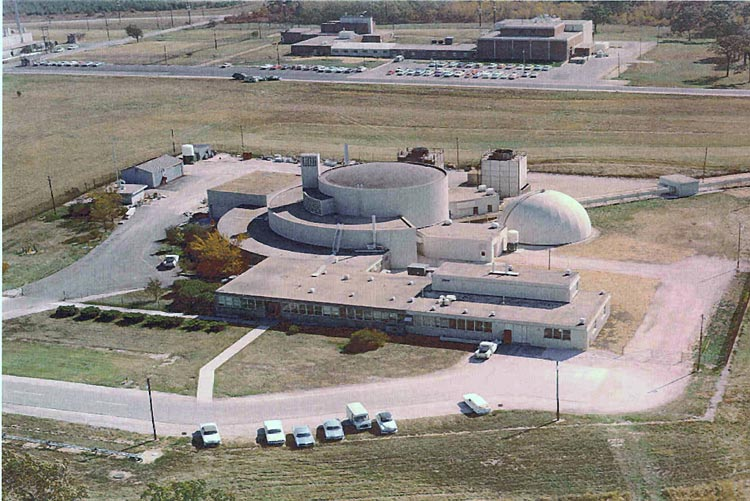
Il sito del reattore Chicago Pile-5

Il Chicago Pile-5 (CP-5) è stato l'ultimo della linea di reattori di ricerca Chicago Pile ed è stato il primo reattore costruito nel campus dell'Argonne National Laboratory nella contea di DuPage, che operò dal 1954 al 1979.
CP-5 era un reattore a neutroni termici che utilizzava uranio arricchito come combustibile e acqua pesante come refrigerante e come moderatore di neutroni. Durante la sua attività il reattore ha prodotto neutroni da utilizzare nella ricerca e la sua funzione principale era quella di studiare la fisica dei nuclei atomici. Il reattore aveva una potenza nominale di 5 megawatt. Il 13 aprile 1959 in Italia venne inaugurato il primo reattore di ricerca, l'ISPRA-1, ripreso proprio da questo reattore.
Le operazioni di smantellamento del sito iniziarono nel 1991 e si conclusero nel 2000. Il processo di pulizia ha compreso la rimozione di tutte le apparecchiature contaminate e del combustibile esaurito, la decontaminazione del contenitore del reattore e delle relative tubazioni, nonché la rimozione della vasca del combustibile esaurito, degli interni del reattore e del rivestimento della cella calda. Le aree accessibili della struttura sono state certificate aventi livelli di radiazione compatibili con la radiazione di fondo.